# Lingulata
Los lingulados (Lingulata) son una clase de braquiópodos, siendo los braquiópodos más antiguos que existen desde el inicio del período Cámbrico Inferior (hace 541 millones de años) hasta la actualidad. También se encuentran entre los braquiópodos más conservadores desde el punto de vista morfológico, habiendo durado desde su aparición más temprana hasta el presente con muy poco cambio de forma. Las conchas de especímenes vivos que se encuentran hoy en las aguas alrededor de Japón son casi idénticas a los antiguos fósiles del Cámbrico.
Los lingulados tienen conchas en forma de lengua (de ahí el nombre Lingulata, de la palabra latina lingua) con un largo pedúnculo carnoso, o pedículo, con el cual el animal excava en sedimentos arenosos o fangosos. Habitan madrigueras verticales en estos sedimentos blandos con el extremo anterior hacia arriba y ligeramente expuesto en la superficie del sedimento. Los cilios del lofóforo generan una corriente de alimentación y respiratoria a través del lofóforo y la cavidad del manto. El intestino es completo y tiene forma de U.
Las conchas de los lingulados están compuestas de una combinación de fosfato de calcio, proteínas y quitina. Esto es diferente a las conchas y tubos que protegen a moluscos y otros organismos marinos, cuyas conchas están formadas por carbonato de calcio. Los lingulados son braquiópodos inarticulados, llamados así por la simplicidad de su mecanismo de bisagra. Este mecanismo carece de dientes y se mantiene unido solo por una musculatura compleja. Ambas válvulas son casi simétricas.
El género Lingula (Bruguiere, 1797) es el género animal más antiguo conocido que todavía contiene especies existentes. Es principalmente un género indo-pacífico que se cosecha para consumo humano en Japón y Australia.

## Órdenes
Contiene los siguientes órdenes:
- Lingulida
- Acrotretida†
- Siphonotretida†